# Атыханов, Равиль Оралбайулы
Равиль Оралбайулы Атыханов (каз. Равиль Оралбайулы Атыханов; род. 25 ноября 1999, Талдыкорган) — казахстанский футболист, полузащитник клуба «Атырау».

## Карьера
Футбольную карьеру начинал в 2016 году в составе клуба «Жетысу М» во второй лиге. 20 марта 2021 года в матче против клуба «Туран» дебютировал в казахстанской Премьер-лиге (3:0), выйдя на замену на 85-й минуте вместо Асхата Балтабекова. 9 мая 2021 года в матче против клуба «Актобе» (1:5) забил свой дебютный мяч в казахстанской Премьер-лиге. 10 июля 2021 года в матче против клуба «Кайрат» дебютировал в кубке Казахстана (0:1).

## Достижения
«Жетысу»
- Бронзовый призёр Первой лиги: 2022

## Статистика
| Клуб             | Сезон            | Лига | Лига | Кубки | Кубки | Еврокубки | Еврокубки | Итого | Итого |
| Клуб             | Сезон            | Игры | Голы | Игры  | Голы  | Игры      | Голы      | Игры  | Голы  |
| ---------------- | ---------------- | ---- | ---- | ----- | ----- | --------- | --------- | ----- | ----- |
| Жетысу           | 2021             | 22   | 1    | 6     | 0     | —         | —         | 28    | 1     |
| Жетысу           | 2022             | 23   | 2    | 7     | 1     | —         | —         | 30    | 3     |
| Жетысу           | 2023             | 21   | 1    | 1     | 0     | —         | —         | 22    | 1     |
| Жетысу           | 2024             | 15   | 0    | 2     | 0     | —         | —         | 17    | 0     |
| Жетысу           | Итого            | 81   | 4    | 16    | 1     | —         | —         | 97    | 5     |
| → Жетысу М       | 2016             | 5    | 0    | —     | —     | —         | —         | 5     | 0     |
| → Жетысу М       | 2017             | 8    | 0    | —     | —     | —         | —         | 8     | 0     |
| → Жетысу М       | 2018             | 35   | 6    | —     | —     | —         | —         | 35    | 6     |
| → Жетысу М       | 2019             | 31   | 10   | —     | —     | —         | —         | 31    | 10    |
| → Жетысу М       | 2021             | 5    | 1    | —     | —     | —         | —         | 5     | 1     |
| → Жетысу М       | 2023             | 3    | 0    | —     | —     | —         | —         | 3     | 0     |
| → Жетысу М       | Итого            | 87   | 17   | —     | —     | —         | —         | 87    | 17    |
| → Жетысу Б       | 2019             | 1    | 0    | —     | —     | —         | —         | 1     | 0     |
| → Жетысу Б       | 2020             | 11   | 0    | —     | —     | —         | —         | 11    | 0     |
| → Жетысу Б       | Итого            | 12   | 0    | —     | —     | —         | —         | 12    | 0     |
| Всего за карьеру | Всего за карьеру | 180  | 21   | 16    | 1     | —         | —         | 196   | 22    |